# TMS Ringsted
Team Midtsjælland Ringsted er en dansk håndboldklub fra Ringsted, hvis herrehold i sæsonen 2021/22 spiller i landets bedste håndboldrække for mænd HTH Herreligaen, mens dameholdet optræder spiller i 1. division. Klubben blev dannet i 1997 som en professionel overbygning af Ringsted IF og Vetterslev-Høm GF. Klubben har hjemme i Ringsted-Hallen.

## Historie
I 2003 rykkede klubbens herrehold op i Håndboldligaen, hvor de har været at finde indtil udgangen af 2009/10. Århus Håndbold blev begæret konkurs i 2021 efter afslutningen af grundspillet. De blev trukket ud af ligaen, og deres kampe i 2020/21 sæsonen betragtes som ikke gennemført.
I 2020-21-sæsonen sluttede TMS sidst i ligaen og skulle rykkes ned, men på grund af Århus' konkurs viste det sig, efter anke fra TMS Ringsted, at de havde ret til at beholde sin plads. Dette blev dog besluttet, efter at Skive fH allerede var kvalificeret. Derfor kom den næste sæson, 2021/22 derfor til at bestå af 15 hold i stedet for de normale 14.
I den efterfølgende sæson, 2021-22, rykkede klubben dog ned fra håndboldligaen med 19 points, det samme antal som både KIF Kolding og TTH Holstebro. Sæsonen efter rykkede de dog op igen. I 2023-24 sæsonen skrev klubben historie, da herreholdet kvalificerede sig til slutspillet for første gang. Samme sæson fik de deres første landsholdsspiller nogensinde, da Benjamin Hallgren blev udtaget til det norske landshold.

## Herretruppen 2019-20
| Nr. | Navn             | Nationalitet | Position     |
| --- | ---------------- | ------------ | ------------ |
| 1   | Wiliam Asmussen  | Danmark      | Målvogter    |
| 4   | Andreas Magard   | Danmark      | Stregspiller |
| 6   | Sebastian Thor   | Danmark      | Stregspiller |
| 8   | Christian Wacher | Danmark      | Højre back   |
| 10  | Mads Dudek       | Danmark      | Venstre back |
| 11  | Mikkel Tønners   | Danmark      | Målvogter    |
| 12  | Frank Mikkelsen  | Danmark      | Målvogter    |
| 17  | Jakob Jessen     | Danmark      | Venstre fløj |
| 19  | Oskar Rasmussen  | Danmark      | Højre fløj   |
| 21  | Simon Omme       | Danmark      | Højre fløj   |
| 24  | Anton Bramming   | Danmark      | Venstre fløj |
| 25  | Morten Jensen    | Danmark      | Venstre back |
| 28  | Michael Riis     | Danmark      | Venstre back |
| 31  | Morten Nyberg    | Danmark      | Højre back   |
| 61  | Oliver Klarskov  | Danmark      | Playmaker    |
| 88  | Nicolaj Nørager  | Danmark      | Playmaker    |

## Dametruppen 2021-22
| Nr. | Navn                  | Nationalitet | Position     |
| --- | --------------------- | ------------ | ------------ |
| 1   | Christina Gregersen   | Danmark      | Målvogter    |
| 2   | Sylvie Gamys          | Danmark      | Venstre fløj |
| 5   | Natascha Wollesen     | Danmark      | Playmaker    |
| 6   | Laura Bjaldby         | Danmark      | Venstre back |
| 8   | Stefani Stojkovic     | Danmark      | Playmaker    |
| 9   | Amalie Bjaldby        | Danmark      | Venstre fløj |
| 10  | Katrine Thomsen       | Danmark      | Stregspiller |
| 11  | Anne Cathrine Lundbye | Danmark      | Venstre back |
| 12  | Julie Munkø           | Danmark      | Målvogter    |
| 14  | Nicoline Vendelborg   | Danmark      | Højre fløj   |
| 15  | Frida Svingholm       | Danmark      | Stregspiller |
| 16  | Josephine Togsverd    | Danmark      | Målvogter    |
| 23  | Anna Nørgaard         | Danmark      | Højre fløj   |
| 35  | Emilie West           | Danmark      | Venstre fløj |
| 37  | Rebekka Kurland       | Danmark      | Højre back   |
| 44  | Louise Hansen         | Danmark      | Venstre back |
| 55  | Louise Wendelbo       | Danmark      | Stregspiller |
| 66  | Charlotte Bisser      | Danmark      | Højre fløj   |
| 77  | Sofie Andersen        | Danmark      | Venstre back |
| 95  | Rie Haslund           | Danmark      | Venstre fløj |